# Крекінг-установка в Паніпаті
Крекінг-установка в Паніпаті – підприємство нафтохімічної промисловості, розташоване в індійському штаті Хар‘яна за сотню кілометрів на північний захід від Нью-Делі.
Проект реалізувала компанія Indian Oil Corporation Limited (IOCL), яка володіє розташованим у тому ж Паніпаті нафтопереробним заводом. Він є одним з постачальників необхідного для роботи піролізної установки газового бензину (naphta), крім того, ця сировина надходить з НПЗ у Халдії та  Матхурі. Всього нафтохімічне виробництво в Паніпаті потребує біля 2 млн тонн газового бензину на рік.
Контракт на спорудження підприємства уклали в 2006 році, а його введення в експлуатацію припало на 2011-й. Крекінг-установка має виробничу потужність у 857 тисяч тонн етилену та 650 тисяч тонн пропілену на рік. В подальшому ці олефіни спрямовуються на лінії полімеризації у поліетилен (650 тисяч тонн) та поліпропілен (600 тисяч тонн). Крім того, етилен використовують на заводі моноетиленгліколю потужністю 300 тисяч тонн на рік.
Споживання достатньо важкої (як для нафтохімії) сировини дозволяє також випускати 130 тисяч тонн бутадієну (важлива сировина для випуску синтетичного каучуку, зокрема, в самому Паніпаті з 2013-го працює завод стирен-бутадієнової резини) та 21 тисячу тонн бензолу. 
Можливо відзначити, що власник установки анонсував наміри збільшити її потужність до 1,2 млн тонн етилену на рік.
Енергетичні потреби майданчику забезпечує власна ТЕЦ.